# Lydia Klinkenberg
Lydia Klinkenberg, née le 3 octobre 1981 à Eupen, est une femme politique belge germanophone, membre du ProDG.

## Biographie

### Formation
Lydia Klinkenberg est titulaire d'un Master international marketing & e-business (HEC-Liège); Magistra Artium en sciences politiques (RWTH Aachen).
Elle est collaboratrice scientifique universitaire. 

### Carrière politique
De 2009 à 2020, Lydia Klinkenberg est membre du parlement de la Communauté germanophone de Belgique[1].
De 2020 à 2024, elle est ministre de l'Enseignement et de la Recherche scientifique de la Communauté germanophone[1]. 
Elle est depuis 2024 ministre de la Famille, des Affaires sociales, du Logement et de la Santé de la Communauté germanophone[1].

## Décoration
- Commandeur de l'ordre de Léopold (2024)[2].